# Melanostoma annulipes
Melanostoma annulipes är en tvåvingeart som först beskrevs av Macquart 1842.  Melanostoma annulipes ingår i släktet gräsblomflugor, och familjen blomflugor. Inga underarter finns listade i Catalogue of Life.